# República Centroafricana en los Juegos Olímpicos de Río de Janeiro 2016
La República Centroafricana participó en los Juegos Olímpicos de Río de Janeiro 2016 con un total de seis deportistas, que compitieron en cuatro deportes. La nadadora Chloe Sauvourel fue la abanderada en la ceremonia de apertura.

## Participantes
Atletismo
- Francky-Edgard Mbotto (800 metros masculinos)[2]
- Elisabeth Mandaba (800 metros femeninos)[2]

Boxeo
- Judith Mbougnade (peso mosca femenino)[2]

Natación
- Christian Nassif (50 metros estilo libre masculino)[2]
- Chloe Sauvourel (50 metros estilo libre femenino)[2]

Taekwondo
- David Boui (-68 kg masculinos)[2]